# Seres Automobile
Seres — китайський автомобільний бренд, що належить групі Seres Group.

## Опис
Витоки бренду сягають 2016 року, коли Dongfeng Sokon, спільне підприємство Dongfeng Motor Corporation і Sokon Group, купило кілька стартапів електромобілів і заснувало SF Motors у Сан-Франциско, під керівництвом якого розроблялися автомобілі з альтернативними формами приводу. У березні 2018 року були представлені перші дві моделі цього спільного підприємства — концептуальні автомобілі SF5 і SF7. У 2019 році відносини в Сполучених Штатах були припинені через американо-китайський торговельний конфлікт, і було побудовано виробниче підприємство в Лянцзяні (Чунцін), Китай. Перша модель бренду спочатку мала продаватися під назвою Jinguo SF5. Незадовго до виходу на ринок бренд був перейменований в Seres. Тепер Seres — це, по суті, бренд електромобілів від Seres Group. Основна увага приділяється дослідженням і розробкам, а також виробництву електромобілів. У 2021 році партнерство між Seres і CATL було оновлено.
Автомобільний бренд Aito був створений у 2021 році завдяки спільному підприємству Seres Group і Huawei. За виробництво відповідає Seres Group. З січня 2024 року цей бренд також пропонується в Росії, туди автомобілі імпортує компанія «МБ Рус». Також у Росії є виробник Evolute, який з вересня 2022 року випускає гібридні та електромобілі від Dongfeng у Липецьку.
1. ↑  https://craft.co/seres